# The Chronicle (Australie-Méridionale)
The Chronicle était un journal hebdomadaire d'Australie-Méridionale, imprimé de 1858 à 1975, qui a évolué à travers une série de titres. Il était imprimé par les éditeurs de The Advertiser, son contenu consistant principalement en des réimpressions d'articles et de rubriques Naissances, Mariages et Décès du journal principal. Son public cible était les régions rurales où la distribution du courrier était peu fréquente, ainsi que les entreprises qui desservaient ces régions.

## Histoire

### South Australian Weekly Chronicle
Lorsque The South Australian Advertiser  fut publié pour la première fois, le 12 juillet 1858, le rédacteur en chef et directeur général John H. Barrow annonça également le South Australian Weekly Chronicle, qui était publié le samedi.

### South Australian Chronicle and Weekly Mail
Le 4 janvier 1868, avec l'installation d'une nouvelle presse à vapeur, la taille du journal doubla pour atteindre quatre feuilles, soit seize pages, et changea de bannière pour devenir The South Australian Chronicle and Weekly Mail. Le rédacteur en chef de l'époque était William Hay, et ses bureaux se trouvaient sur Grenfell Street.

### South Australian Weekly Chronicle
Le 16 avril 1881, sa bannière a été changée en The South Australian Weekly Chronicle, avec laquelle est incorporé le Weekly Mail . À cette époque, il comptait 24 pages et ses propriétaires étaient Thomas King, Frederic Britten Burden et John Langdon Bonython. Il était publié dans leurs bureaux, à l'angle de King William et Currie Street, à Adélaïde

### South Australian Chronicle
Le 16 mars 1889, sa bannière a été changée en The South Australian Chronicle, avec laquelle est incorporé le Weekly Mail . À cette époque, il faisait 24 pages et les propriétaires étaient Frederic Britten Burden et John Langdon Bonython, et a été publié dans les bureaux du South Australian Advertiser, Chronicle and Express, à l'angle de King William et Currie Street, Adélaïde.

### The Chronicle
Le 5 octobre 1895, sa bannière a été changée en The Chronicle, avec laquelle est incorporé le Weekly Mail. À cette époque,il comptait 48 pages et son  propriétaire était John Langdon Bonython, connu sous le nom de J. L. Bonython, et était publié dans les bureaux du South Australian Advertiser, The South Australian Chronicle and Express, à l'angle de King William et Currie Street, Adélaïde.
Entre 1957 et 1969, une édition rurale, intitulée Chronicle : South East edition, est également publiée.

### Fermeture
La dernière édition date du 26 septembre 1975 et les employés de Chronicle ont été transférés à The Advertiser,.

## Numérisation
- (en) « South Australian Weekly Chronicle (Adelaide, SA : 1858 - 1867) », sur trove.nla.gov.au
- (en) « Chronicle (Adelaide, SA : 1895 - 1954) », sur trove.nla.gov.au